# Bow Island
Bow Island es un pueblo ubicado en la provincia canadiense de Alberta. Se encuentra sobre la autopista Crowsnest en el sur de la provincia, a unos 100 km (62 millas) de la frontera con Estados Unidos y a 320 kilómetros (200 millas) al sureste de Calgary, la ciudad más poblada de Alberta.

## Geografía
Bow Island se encuentra ubicado en las coordenadas 49°52′3″N 111°22′46″O / 49.86750, -111.37944. Según Statistics Canada, la localidad tiene un área total de 5,92 km² (2,3 mi²).
El pueblo está situado entre las ciudades de Lethbridge y Medicine Hat. La comunidad más cercana es la Aldea de Burdett.

## Demografía
En el Censo de 2011, la población de Bow Island era de 2.025 habitantes, los cuales vivían en 641 viviendas de las 670 en total, un cambio del 13,1% de su población de 1.790 en 2006. Con una superficie de 5,92 km² (2,29 mi²), tenía una densidad de población de 342.1/km² (885.9/mi²) en 2011.
La población del Pueblo de Bow Island, según su censo municipal de 2007, era de 1.868.
En 2006, Bow Island tenía una población de 1.790 habitantes, los cuales vivían en 631 viviendas, un aumento del 5,0% respecto a 2001. El pueblo tiene una superficie de 5,92 km² (2,29 mi²) y una densidad poblacional de 302,4/km² (783/mi²).